# Ошевек
Ошевек (словен. Oševek) — поселення в общині Камник, Осреднєсловенський регіон, Словенія. Висота над рівнем моря: 387,2 м.